# Sigrid von Lintig
Sigrid von Lintig (* 1965 in Duisburg) ist eine deutsche Malerin.

## Leben
Sigrid von Lintig wurde im Jahr 1965 im nordrhein-westfälischen Duisburg geboren. Im Jahr 1986 nahm sie ein Grafik-Design-Studium an der Fachhochschule Aachen auf. Hier lernte sie bei Christiane Maether und Ulf Hegewald. Anschließend schloss sich zwischen 1992 und 1996 ein Studium der freien Malerei an der Kunstakademie Düsseldorf an. Hier lernte sie beim niederländischen Konzeptkünstler Jan Dibbets und dem Grafiker Konrad Klapheck. Dibbets machte sie zu seiner Meisterschülerin. 
Von Lintig absolvierte ein Reisestipendium der Kunstakademie Düsseldorf nach London und 2001 ein weiteres Stipendium des Deutschen Akademischen Austauschdienstes nach Pittsburgh und New York City. Zwischen 2006 und 2008 hatte von Lintig einen Lehrauftrag für Produkt-Design an der FH Aachen inne. Sie unterhält heute Ateliers in Aachen und Düsseldorf.

## Auszeichnungen
- 1993, Ida Gerhard Kunstpreis, Lüdenscheid
- 1993, ADITEC Kunstpreis, Aachen
- 2000, Kunstpreis St. Peter, Aachen
- 2001, Emprise Art Award, NRW Forum, Düsseldorf

## Werke (Auswahl)
Sigrid von Lintigs Arbeiten beschäftigen sich mit der Monumentalität des Alltags. Im Zentrum steht dabei die gegenständliche Malerei. 1996 setzte von Lintig etwa industrielle Relikte in Nordrhein-Westfalen nüchtern in Szene. Dabei spielte vor allem die Acrylmalerei eine Rolle. 2020 standen bei ihren Arbeiten Darstellungen von Menschen im Vordergrund, die sich unter Wasser befinden. Wiederum wurden diese in Acryl gefasst. Ausstellungen und Ausstellungsbeteiligungen sind für die Künstlerin in den folgenden Häusern nachweisbar:
- 1996, Ludwig Forum für Internationale Kunst, Aachen
- 1998, Regionalmuseum, Xanten
- 2001, Art Cologne, Köln
- 2001, Art Frankfurt, Frankfurt am Main
- 2003, Neuer Aachener Kunstverein, Aachen
- 2006–2023, Art Karlsruhe, Karlsruhe
- 2006, Suermondt-Ludwig-Museum, Aachen
- 2006, Städtische Galerie, Speyer
- 2012, OSTRALE – Internationale Ausstellung für zeitgenössische Künste, Dresden
- 2014, Artfair, Köln
- 2016, Kunsthaus, Hannover
- 2016, Kunsthalle, Düsseldorf